# Ministero dell'aviazione civile (Unione Sovietica)

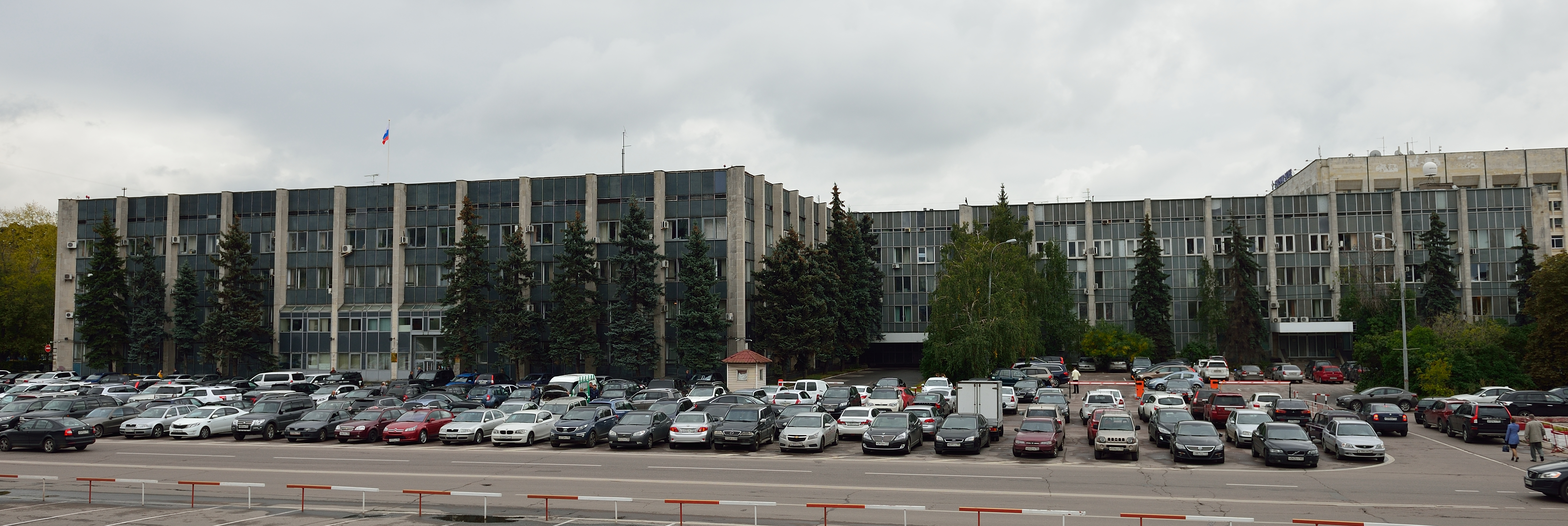
Sede centrale a Mosca

Il Ministero dell'Aviazione Civile (MGA SSSR, in russo МГА СССР, Министерство гражданской авиации СССР?) era un ministero statale nell'Unione Sovietica.
Costituito nell'agosto del 1964 sulla base della Direzione generale per l'aviazione civile presso il Consiglio dei Ministri, l'MGA forniva servizi commerciali di passeggeri e merci con il marchio Aeroflot, nonché lavori agricoli e altri lavori aerei.

## Ministri dell'MGA SSSR
Fonti:
- Evgenij Loginov (28/7/1964 - 20/5/1970)
- Boris Bugaev (20/5/1970 - 4/5/1987)
- Aleksandr Volkov (4/5/1987 - 29/3/1990)
- Boris Panjukov (18/4/1990 - 28/8/1991)